# Numb (singel U2)
„Numb” – piosenka rockowej grupy U2, pochodząca z jej wydanego w 1993 roku albumu, Zooropa. Została wydana jako pierwszy singel promujący tę płytę. 
Jest to singel i utwór na płycie, gdzie głównym wokalistą jest gitarzysta The Edge, a chórki wykonuje Bono oraz perkusista zespołu Larry Mullen Jr.

## Lista utworów
1. „Numb” (4:18) (wideo)
2. „Numb” (Video Remix) (4:52) (wideo)
3. „Love Is Blindness” (4:23) (wideo)

Wszystkie wydania VHS zawierały te same utwory.

## Pozycje na listach
| Rok  | Lista                                      | Pozycja |
| ---- | ------------------------------------------ | ------- |
| 1993 | Stany Zjednoczone (Modern Rock Tracks)     | #2      |
| 1993 | Australia (ARIA Charts)                    | #7      |
| 1993 | Stany Zjednoczone (Mainstream Rock Tracks) | #18     |
| 1993 | Stany Zjednoczone (Top 40 Mainstream)      | #39     |

## Covery
- Grupa Die Krupps wykonała własną wersję piosenki i umieściła ją na albumie We Will Follow: The Tribute to U2.